# Hurricanes
O Hurricanes é um time profissional de rugby da cidade de Wellington na Nova Zelândia franqueado ao Super 14 fundado em 1996 e administrado pela New Zealand Rugby Union jogando atualmente no Westpac Stadium.